# تشارلز هارتويل بونستيل الابن
تشارلز هارتويل بونستيل الابن (بالإنجليزية: Charles Hartwell Bonesteel, Jr.)‏ هو قائد عام لجيش الولايات المتحدة. وُلِد تشارلز في 9 أبريل عام 1885، وتُوفي في 5 يونيو عام 1964. أدار مدرسة المشاة التابعة للجيش الأمريكي وقسم موظفي مجموعة (G-1) للقوة العليا المتحالفة للقيادة العليا خلال الحرب العالمية الثانية. وهو والد الجنرال تشارلز بونستيل الثالث.

## حياته المُبكرة
تشارلز هو ابن تشارلز هارتويل بونستيل الأب المولود في في بون إيتش ستيل عام 1885، وتُوفي في عام 1964. وُلد تشارلز هارتويل بونستيل الابن في فورت سيدني بنبراسكا في 9 أبريل 1885. والدته هي ماري غرين بونستيل ابنة أوليفر داف غرين الحاصلة على وسام الشرف للبطولة في معركة أنتيتام. تخرج تشارلز من الأكاديمية العسكرية الأمريكية في عام 1908 وعُين ملازمًا ثانيًا في فرقة المشاة.

## بداية الحياة المهنية والحرب العالمية الأولى
شملت مهامه الأولية بعض المهمات في الفلبين وهاواي وتكساس. وخدم خلال الحرب العالمية الأولى مع فوج المشاة رقم 55، وبعد ذلك في نيوبورت نيوز بفيرجينيا.

## ما بعد الحرب العالمية الأولى
من 1919 إلى 1924 كان تشارلز مدربًا في الأكاديمية العسكرية الأمريكية.
تخرج تشارلز من كلية القيادة والأركان العامة بالجيش الأمريكي في عام 1926 وعمل في طاقم قائد المشاة حتى عام 1930. ومن عام 1930 إلى عام 1931 عُيّن بونستيل في فوج المشاة الثامن عشر، أولا كقائد للكتيبة الأولى، وفيما بعد كمسؤول تنفيذي للفوج، أو الشخص الثاني في القيادة. وفي عام 1932 تخرج من الكلية الحربية للجيش الأمريكي.
ومن عام 1932 إلى عام 1940، شملت مهامه: مدرب ورئيس قسم مدرسة المشاة، وقائد فوج المشاة الثاني بالكتيبة الأولى وقائد فوج المشاة التاسع عشر.

## الحرب العالمية الثانية
بدايةً من عام 1940 شملت مناصب خدمة تشارلز العديد من المناصب القيادية لتشمل: رئيس الأركان، ورئيس منطقة الفيلق السادس وقائد الجيش الأمريكي الثاني، وقائد فرقة المشاة الخامسة، وقائد القيادة الأيسلندية، وقائد مدرسة المشاة، وقائد قيادة الدفاع الغربي، ومساعد للقيادة العامة، وقائد مجموعة جيش الولايات المتحدة الثانية عشرة. تمت ترقيته إلى رتبة عميد في عام 1940 لواء في عام 1941.
وفي عام 1944 تم تعيينه كقائد لقسم الموظفين G-1 في مقر الجيش. بقي في هذا المنصب حتى عام 1945، عندما تم تعيينه رئيسًا لقسم المفتشية العامة لمسرح العمليات الأوروبي الأوروبي. ثم عاد في وقت لاحق من عام 1945 إلى الولايات المتحدة كرئيس لمجلس إدارة وزارة الحرب حيث خدم حتى تقاعده في عام 1947.

## وفاته ودفنه
مات تشارلز في مركز والتر ريد الطبي العسكري في واشنطن العاصمة في 5 يونيو 1964. ودُفن في مقبرة أرلنغتون الوطنية بالقسم 3 ، في الموقع 1374-A.

## الجوائز والأوسمة
- وسام الخدمة المميزة للجيش[22]

- وسام الاستحقاق[22]
- ميدالية النومية البرونزية[22]
- الوسام الفخري للمملكة المتحدة[23]
- وسام جوقة الشرف بفرنسا[23]

## روابط خارجية
- Arlington National Cemetery: Charles Hartwell Bonesteel Jr.
- Charles H. Bonesteel at Find A Grave